# Shane Legg
Shane Legg est un chercheur en apprentissage automatique et entrepreneur. Avec Demis Hassabis et Mustafa Suleyman, il a cofondé DeepMind Technologies (plus tard rachetée par Google et maintenant appelée Google DeepMind). Il y travaille en tant que scientifique en chef de l'IAG,. Il est également connu pour ses travaux académiques sur l'intelligence artificielle générale (IAG), notamment sa thèse dirigée par Marcus Hutter.

## Jeunesse et éducation
Legg fréquente le lycée Rotorua Lakes à Rotorua, sur l'île du Nord de la Nouvelle-Zélande. Il termine ses études de premier cycle à l'Université de Waikato en 1996. Il est diplômé en 1996 d'un MSc avec une thèse sur l'induction de Solomonoff, avec Cristian S. Calude à l'Université d'Auckland.

## Centres d'intérêt
Au début des années 2000, Legg réintroduit et popularise avec Ben Goertzel le terme « intelligence artificielle générale » (artificial general intelligence en anglais) pour décrire une IA capable d'accomplir pratiquement n'importe quelle tâche cognitive faisable par un humain,.
Legg est connu pour son inquiétude face au risque existentiel lié à l'IA, soulignée en 2011 dans une interview sur LessWrong, et en 2023 lorsqu'il signe une déclaration affirmant que l'IA pourrait causer l'extinction humaine,.

## Carrière
Avant son doctorat et avant de cofonder DeepMind, Shane Legg occupe des postes en développement logiciel dans des entreprises privées notamment dans la startup WebMind fondée par Ben Goertzel.

### Recherche
Legg fait ensuite un doctorat à l'IDSIA. Il y travaille sur des modèles théoriques de machines superintelligentes (« AIXI ») avec Marcus Hutter, et termine en 2008 sa thèse de doctorat intitulée « Machine Super Intelligence »,. Il a ensuite complété un post-doctorat en finance à l'USI, puis à l'University College de Londres.

### DeepMind
En 2010, Legg cofonde la start-up DeepMind Technologies avec Demis Hassabis et Mustafa Suleyman. DeepMind Technologies est racheté en 2014 par Google,. Après la fusion avec Google Brain en 2023, la société s'appelle désormais Google DeepMind.
Hassabis et Legg se sont rencontrés pour la première fois à l'University College de Londres, où Legg était associé de recherche.
Selon un article de 2017, une partie importante de son travail de scientifique en chef consiste à superviser le recrutement, à décider où DeepMind devait concentrer ses efforts et à diriger les travaux de DeepMind en sûreté de l'IA.
Legg travaille actuellement à Google DeepMind en tant que scientifique en chef de l'IAG.

## Récompenses et honneurs
Legg reçoit le prix de 10 000 $ du Canadian Singularity Institute for Artificial Intelligence pour son doctorat réalisé en 2008.
Legg est nommé Commandeur de l'Empire britannique (CBE) en 2019 pour ses services en science et technologie et en investissement.